# Bąblin (przystanek kolejowy)
Bąblin – przystanek kolejowy w Bąblinie na linii kolejowej nr 381 Oborniki Wielkopolskie - Wronki, w województwie wielkopolskim.
Odcinek z Jaryszewa Obornickiego do Obornik Wielkopolskich otwarto 1 lipca 1910 jako kontynuację otwartego 1 lutego 1910 szlaku z Wronek do Jaryszewa. Ruch pasażerski odbywał się tutaj (z przerwami wojennymi) do 1991. Ruch towarowy ze Słonaw do Obrzycka (a zatem również w Bąblinie) wstrzymano w 1994, a w 2000 (w dwóch etapach) zamknięto pozostałe odcinki. W 2005 odcinek skreślono z wykazu linii kolejowych. W 2008 linia została rozebrana na terenie gminy Oborniki, w tym w Bąblinie.
Sam budynek stacyjny oraz układ torowy został wzniesiony w 1917 na 8,436 kilometrze szlaku. Budynek byłego dworca jest murowany, zbudowany z cegły. Wpisano go do rejestru zabytków. Stanowi własność prywatną.